# № 2 (требака)
№ 2 — требака Балтийского флота Российской империи, находившаяся в составе флота с 1777 по 1815 год, вторая из двух требак типа «Номерная».

## Описание судна
Одна из двух парусных требак с деревянным корпусом типа «Номерная». Длина судна между перпендикулярами составляла 19,2 метра, ширина — 6,8 метра, а глубина интрюма — 2,2 метра. Грузовместимость требака составляла 57 ласт.

## История службы
Требака № 2 была заложена на стапеле одной из верфей Санкт-Петербурга и после спуска на воду в 1777 году вошла в состав Балтийского флота России.
В кампанию 1803 года числилась в списках транспортных судов ластового комплекта в Кронштадте. 
По окончании службы в 1815 году требака № 2 была разобрана в Кронштадте.

### Комментарии
1. ↑  Вторая требака служила под № 1[1].
2. ↑  63 фута 2 дюйма[2].
3. ↑  23 фута 3 дюйма[2].
4. ↑  7 футов 1 дюйм[2].
5. ↑  Ласт — мера грузовместимости судов, применявшаяся до конца XIX века. Один ласт равнялся 120 пудам или 1,92 тонны зернового хлеба[4].